# 파란선문어
파란선문어는 문어목 문어과의 연체동물이다. 그것은 퀸즐랜드주 남부와 뉴사우스웨일스주 남부의 15m 깊이 조간대 바위 해안과 연안 해역에서 가장 흔하게 발견된다. 몸집은 상대적으로 작으며 외투막은 최대 45mm이다. 성체의 몸길이는 4.5 ~ 5.5cm이다. 작은 크기의 문어이지만, 침샘 등에 '테트로도톡신'으로 불리는 독을 함유하고 있을 뿐더러 그 독성은 청산가리의 10배에 가하므로 맨손으로 만질 시에 매우 치명적이다.